# Костенко Дмитро Григорович
Дмитро Григорович Костенко (7 листопада 1906 — ?) — радянський діяч, міністр легкої промисловості Української РСР.

## Біографія
Освіта вища. Член ВКП(б).
Перебував на відповідальній господарській роботі.
На 1938—1941 роки — директор Ленінградської взуттєвої фабрики «Скороход».
У 1941 — липні 1956 року — заступник народного комісара (з 1946 року — міністра) легкої промисловості СРСР та член колегії Міністерства легкої промисловості СРСР.
7 липня 1956 — 31 травня 1957 року — міністр легкої промисловості Української РСР.
22 липня 1957 — квітні 1959 року — начальник відділу легкої промисловості Державної планової комісії Ради міністрів Української РСР — міністр Української РСР. У квітні 1959 — червні 1963 року — начальник відділу (планування) легкої промисловості Державної планової комісії Ради міністрів Української РСР.
У 1963—1965 роках — заступник начальника Управління легкої промисловості — начальник відділу легкої промисловості Вищої ради народного господарства (ВРНГ) СРСР.
На 1968 рік — начальник відділу Державного комітету з матеріально-технічного постачання (Держпостачу) СРСР.
Подальша доля невідома.

## Нагороди
- орден Леніна (22.01.1944)
- орден Вітчизняної війни І ст. (14.09.1945)
- два ордени Трудового Червоного Прапора (20.07.1940, 23.11.1956)
- медалі